# Jordan Raditjkov

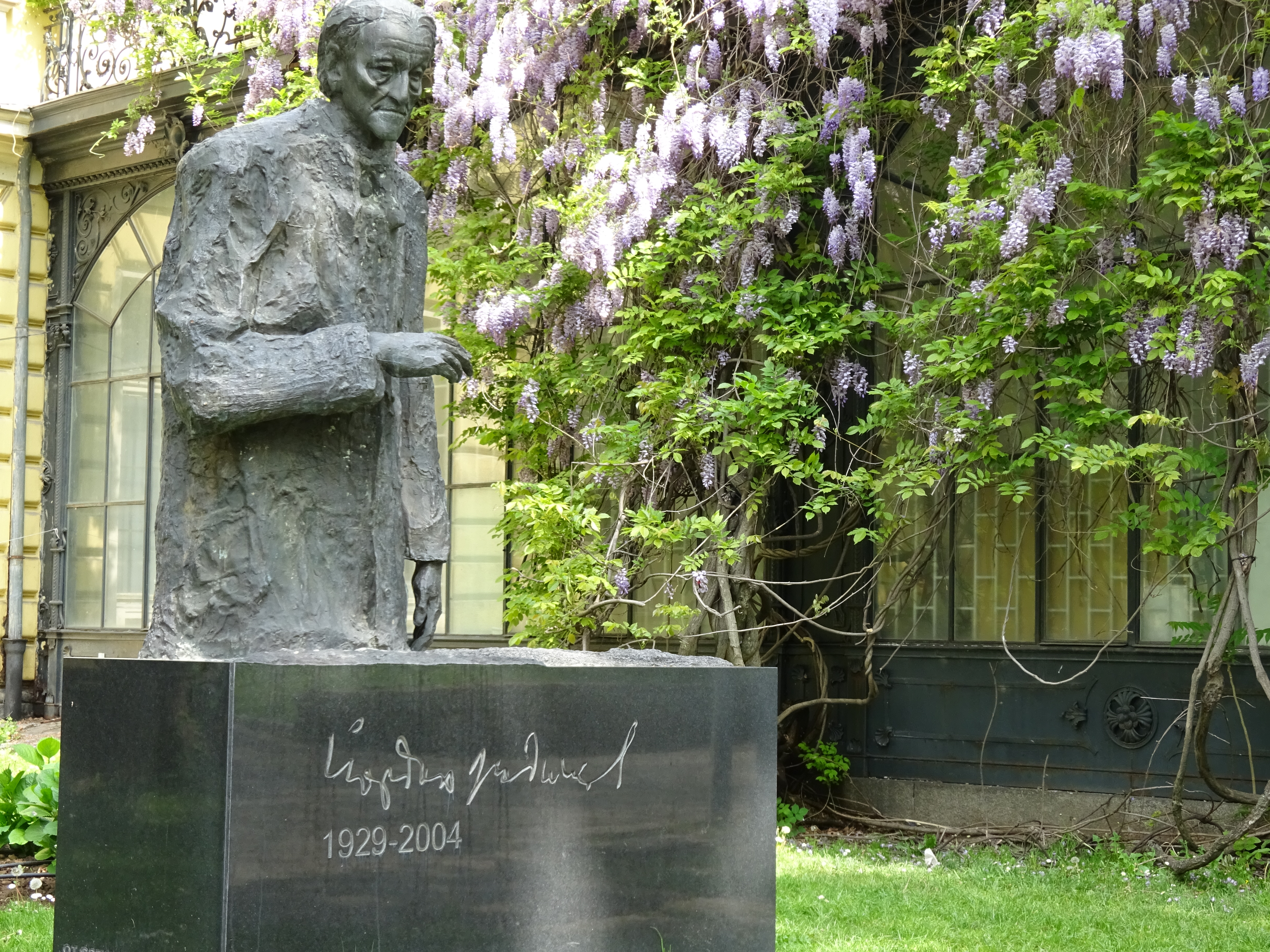

Jordan Raditjkov (bulgariska: Йордан Радичков), född 24 oktober 1929 i Kalimanitsa, död 21 januari 2004 i Sofia, var en bulgarisk författare och dramatiker. Han anses vara en av Bulgariens mest kände författare efter andra världskriget.
Jordan Raditjkov anslöt sig till den sovjetinspirerade socialistiska realismen i sitt författarskap. De teman som Raditjkov avhandlade var ofta historiskt präglade. Han åtnjöt en bred popularitet i sitt hemland. Särskilt känd är hans berättelse "Chrabrijat tjovek" (Храбрият човек, En modig man), som publicerades i novellsamlingen Obărnato nebe (Обърнато небе, 1962).

## Svenska översättningar
(Samtliga översatta av Ulla Roseen)
- Bortom Ural (Neosvetenite dvorove) (Rabén & Sjögren, 1972)
- Middagshetta (novellurval) (Rabén & Sjögren, 1976)
- Träskorna : en liten nordlig saga (Malka severna saga) (Rabén & Sjögren, 1981)
- Trädet : pjäs i fyra årstider (Lazaritsa) (Malmö: Malmö stadsteater, 1985)